# Universidad de Gibraltar
La Universidad de Gibraltar (en inglés, University of Gibraltar) empezó a impartir clases el 28 de septiembre de 2015, siete días después de su apertura, Es la primera de Gibraltar, y su construcción tuvo un coste inicial de 10 millones de libras esterlinas.El estudio de Arquitectura encargado del diseño fue Ayaltointegral S.L.. Se estableció, formalmente, en julio de 2015, dos meses antes de comenzar el curso académico. Está presidida por José Julio Pisharello.
La universidad fue modelada con base en la Universidad de Seychelles. En 2014, esta última anunció una alianza para el intercambio de colaboración y estudiantes con la Universidad de Gibraltar. La Universidad de Gibraltar fue sede de la Conferencia de Calpe el 19 en septiembre de 2015.
El campus principal de la universidad está situado en Punta de Europa, la parte más meridional del Peñón de Gibraltar, en un edificio singular que combina antiguas edificaciones militares restauradas con edificios de nueva construcción, un proyecto singular diseñado por el equipo de arquitectos de Ayaltointegral.

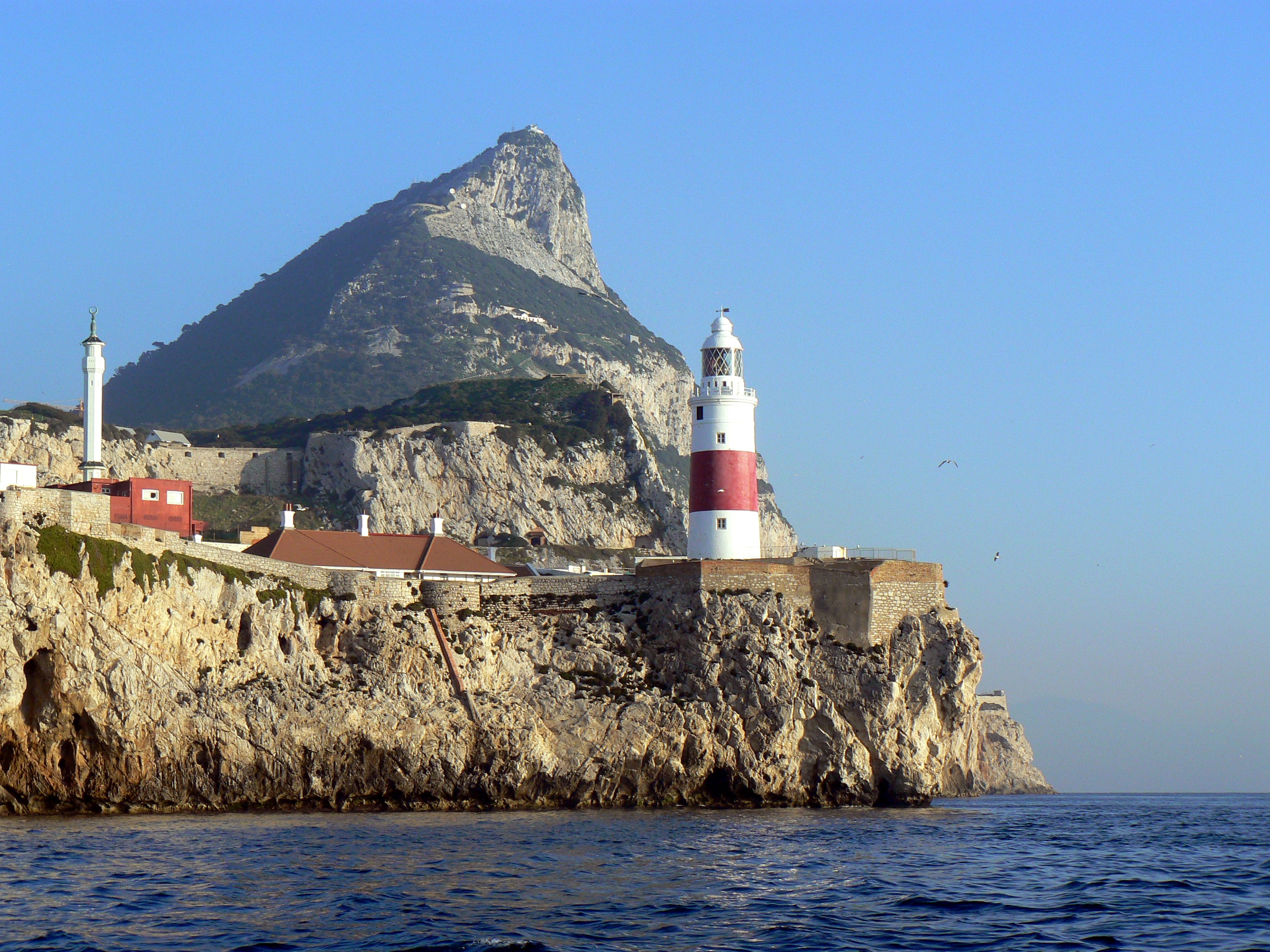
Vista de Punta de Europa desde el Estrecho de Gibraltar.

## Especialidades
La universidad cuenta con cuatro facultades:
- Negocios - como parte de los Programas Internacionales de la Universidad de Londres;
- Estudios de la Salud y Ciencias del Deporte - en conjunción con la Universidad de Kingston y St. George, Universidad de Londres;
- Vida y Ciencias de la Tierra y estudios mediterráneos y de Gibraltar;
- Turismo y Hospitalidad - una colaboración entre el Patronato de Turismo de Gibraltar y la Universidad de Oxford Brookes.

Durante su año inaugural, la universidad proporcionó la oportunidad de estudios a tiempo parcial y estudios a tiempo completo de forma prospectiva disponibles a partir de septiembre de 2016.

## Oferta académica
La Universidad de Gibraltar oferta una serie de titulaciones de grado, en las disciplinas de los negocios, enfermería y ciencias marítimas; titulaciones de posgrado, en las disciplinas de negocios, educación y ciencias del mar; y programas de doctorado a nivel de investigación y publicaciones.

## Escudo de la universidad
El escudo de la Universidad se basa en el escudo de Gibraltar, diseñado por Isabel I, reina de Castilla, y otorgado a Gibraltar en 1502, con un castillo y una llave. El lema en latín de la Universidad, Scientia est Clavis ad Successum, se traduce como "El conocimiento es la clave del éxito".

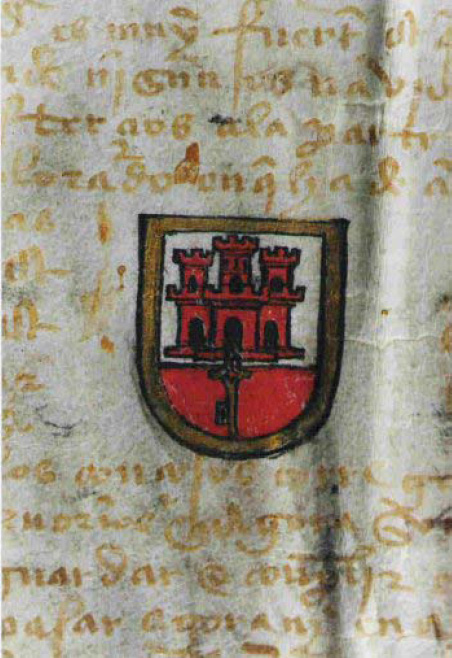
Escudo original diseñado por Isabel I, reina de Castilla, y otorgado a Gibraltar en 1502.